# Serafyn
SERAFỲN (справжнє ім'я Серафин Олег Романович; нар. 11 квітня 1988, м. Жидачів, Львівська обл.) — український співак, композитор, хореограф та саунд-продюсер.

## Життєпис
Народився 11 квітня 1988 року в місті Жидачів на Львівщині. Середню освіту здобув у Жидачівській гімназії ім. О.Партицького. З раннього дитинства писав вірші, авторські пісні, ліричні композиції на фортепіано. Навчався вокалу та хореографії у Жидачівському дитячому центрі для дітей та молоді. У 2003 р. з відзнакою закінчив Жидачівську музичну школу.
У 2005 році переїхав до Києва та вступив до Київського міжнародного університету на факультет міжнародних відносин.
У 2006 разом з Амадором Лопесом створили музичну групу Rumbero's. Олег є автором усіх пісень та музики для групи. У складі гурту Rumbero's у травні 2018 року відкривав «Лігу Зірок»; також допомагав разом з командою Катерині Осадчій у постановці номерів до шоу «Вечір прем'єр» у 2018 році, неодноразово виступав у складі гурту на Atlas Weekend.
Сольну кар'єру розпочав у 2020 році.
У березні 2022 року під час повномасштабного вторгнення РФ до України SERAFỲN переїхав на Захід України і почав займатися волонтерською діяльністю[неавторитетне джерело]: збирає та розвозить гуманітарну допомогу для внутрішньо переміщених осіб, передає медикаменти солдатам на передову. Активно підтримує дітей, займається їх психологічною реабілітацією через музику та танці[неавторитетне джерело].

## Творчий шлях
Сольний проєкт SERAFỲN народився під час карантину. Навесні 2020 р., повернувшись із Франції, артист закрився на самоізоляцію. В цей час він написав пісню «Карантин», відеокліп на яку взяли в ротацію українські музичні телеканали.
Восени 2020 року Олег разом з українською співачкою та y новою ведучою Lux FM TANYA LI, стали обличчям рекламного промо радіо Lux FM.
З 2021 року SERAFỲN почав готуватись до виходу першого сольного альбому.
В квітні 2022 року артист написав пісню «Україна понад усе» на яку відзняв відеокліп з внутрішньопереміщеними дітьми та дитячим центром творчості, в якому волонтерив. Обкладинку до пісні Олегу намалював відомий американський художник Алі Аламдар, на якій зображений « Привид Києва».
Разом з командою артист організовує і долучається до благодійних концертів по збору коштів для ЗСУ по Україні та Європі. Також за підтримки Міжнародної фітнес-програми ZUMBA разом з Анастасією Чадюк започаткував танцювальний флешмоб, який привертає увагу до Міжнародного центру підтримки жінок і дітей «Місто Добра».
7 травня 2022 року на благодійному концерті в Луцьку артист виступив з прем'єрою кавер-версії української народної пісні «Ой у гаю при Дунаю». 7 липня артист презентував відеороботу на цю пісню під назвою «СОЛОВЕЙ».
6 серпня 2022 року артист випустив авторську пісню — клятву «кохаТИму».
5 березня 2023 року артист випускає пісню «Я буду сумувати».

## Відеокліпи
| Рік  | Назва               | Мова       | Режисер |
| ---- | ------------------- | ---------- | ------- |
| 2020 | «Карантин»          | українська | SERAFỲN |
| 2022 | «Україна понад усе» | українська | SERAFỲN |
| 2022 | «СОЛОВЕЙ»           | українська | SERAFỲN |
| 2022 | «кохаТИму»          | українська | SERAFỲN |
| 2023 | «Я буду сумувати»   | українська | SERAFỲN |

## Телепроєкти
2020 — Ведучий програми «HitTok» на MUSIC BOX UA та ведучий «Битви зарядок» у «Сніданку з 1+1».

## Дитяча книга «ВІЛЬНА»
«Вільна» історія не лише «для», а і «про дітей». Україна — країна вільних людей. Саме Україна — головна героїня казки. Це відважна й мила дівчина, яка понад усе любить свій народ, цінує рідну землю. Місце, на яке зазіхає хижий, ненажерливий ворог — двоголовий орел. Який однієї ночі зі своєю армією орлів-ненажер вирішує напасти на неї.

## Благодійність
З початку повномасштабного вторгнення артист активно займається волонтерською діяльністю. Бере активну участь у благодійних концертах, збирає і розвозить гуманітарну допомогу та медикаменти солдатам на фронт та внутрішньопереміщеним особам у Львівську, Вінницьку та на Схід України. На початку нового 2023 переможного року, співак SERAFYN презентує благодійний проєкт «Вільна», мета якого відбудувати дошкільний навчальний заклад № 4 «Пролісок» у місті Буча, який постраждав під час окупації міста.

## Нагороди
2018 р. Отримує нагороду від Всеукраїнського об‘єднання «Країна» — «За служіння Мистецтву».[джерело?]
2019 р. Отримує нагороду «ТОП -100:Гордість України. Чоловіки».[джерело?]
| Рік  | Премія            | Номінація  | Результат |
| ---- | ----------------- | ---------- | --------- |
| 2019 | Музична платформа | Пісня року | Перемога  |
| 2019 | Золота жар-птиця  | Поп-гурт   | Номінація |

## Особисте життя
Станом на липень 2022 року артист не одружений, але його неодноразово помічали в оточенні колишньої дружини Дзідзьо Славії.